# Bob Goudzwaard
Bob Goudzwaard (Delft, 4 maart 1934 – Huis ter Heide, 20 april 2024) was een Nederlandse econoom en hoogleraar van de Vrije Universiteit van Amsterdam, die belangrijke inhoudelijke bijdragen heeft geleverd aan christelijk-sociale bewegingen in de ARP, het CDA en de EVP.

## Levensloop
Goudzwaard studeerde van 1951 tot 1957 economie aan de Nederlandsche Economische Hoogeschool en promoveerde in 1971 aan diezelfde instelling op het proefschrift Ongeprijsde schaarste. 
Goudzwaard was van 1959 tot 1966 medewerker van de Dr. A. Kuyperstichting, het wetenschappelijk instituut van de Anti-Revolutionaire Partij (ARP). Tot 1967 ondersteunde hij de ARP-fractie in de Tweede Kamer; van 1967 tot 1971 was hij zelf Kamerlid.
In 1971 werd Goudzwaard hoogleraar economie aan de Faculteit Sociale Wetenschappen van de Vrije Universiteit Amsterdam. Vanaf 1986 combineerde hij deze functie met het docentschap cultuurfilosofie aan de Faculteit Wijsbegeerte van dezelfde universiteit. In 1999 ging hij met emeritaat.
Goudzwaard droeg in aanvang sterk bij aan de totstandkoming van het Christen-Democratisch Appèl (CDA), dat in 1975 officieel werd opgericht. Hij was lid van de Groep van Achttien die de grondslag legde voor het CDA, en schreef mee aan het eerste CDA-verkiezingsprogramma Niet bij brood alleen uit 1977. Toen in datzelfde jaar het kabinet-Van Agt/Wiegel tot stand kwam, raakte Goudzwaard teleurgesteld over de zijns inziens behoudende koers van het CDA, en zegde hij in 1980 zijn lidmaatschap op, kort nadat de kiesverenigingen van de ARP hem had laten duikelen op de CDA-kandidatenlijst voor de Tweede Kamerverkiezingen van mei 1981. 'Niet Bij Brood Alleen' (NBBA) werd de naam van een groep mensen die zich inzetten voor een sociale wending van het CDA.
Goudzwaard werd de ideoloog van de progressief-christelijke Evangelische Volkspartij (EVP), maar werd nimmer lid van die partij.
Goudzwaard overleed op 20 april 2024 op 90-jarige leeftijd in zijn woonplaats Huis ter Heide.

## Denkbeelden
Goudzwaard geldt als architect van de 'economie van het genoeg'. Hij zette het concept daarvoor uiteen in boeken als Kapitalisme en vooruitgang (1976) en Genoeg van te veel, genoeg van te weinig (1985), dat hij schreef samen met Harry de Lange. Volgens Goudzwaard is de huidige economie in ecologisch en sociaal opzicht niet duurzaam en heeft het onverbiddelijk vasthouden aan het groeimodel fatale gevolgen.
Hij zou met deze ideeën gezien kunnen worden als een voorloper van het donutmodel van de economie van Kate Raworth en van de christelijk-sociale opvattingen over economie van de ChristenUnie.
Bob Goudzwaard was lid van het schaduwparlement De Derde Kamer. Zijn archief wordt bewaard bij het Historisch Documentatiecentrum voor het Nederlands Protestantisme aan de Vrije Universiteit.
Op 6 december 2011 ontving Goudzwaard een eredoctoraat van de Protestantse Theologische Universiteit als blijk van waardering voor zijn grote bijdrage aan de doordenking van de christelijke en kerkelijke verantwoordelijkheid in het licht van de vraagstukken van armoede en milieuvernietiging en daarmee aan de doordenking van christelijk- sociaal denken.

## Onderscheiding
- Ridder in de Orde van de Nederlandse Leeuw (1992)